# Plantago nubicola
Plantago nubicola är en grobladsväxtart som först beskrevs av Joseph Decaisne, och fick sitt nu gällande namn av K. Rahn. Plantago nubicola ingår i släktet kämpar, och familjen grobladsväxter. Inga underarter finns listade i Catalogue of Life.